# Fort Portal
Fort Portal este un oraș în Uganda. Este reședința districtului Kabarole.